# Eyes of the Heart (film)
Eyes of the Heart er en amerikansk stumfilm fra 1920 af Paul Powell.

## Medvirkende
- Mary Miles Minter som Laura
- Edmund Burns som Mike Hogan
- Lucien Littlefield som Whitey
- Florence Midgley som Sal
- Burton Law som Simon
- John Cook som John Dunn
- F. A. Turner som Dr. Dewey
- William Parsons som Dennis Sullivan
- Loyola O'Connor som Mrs. Sullivan